# John Mackey (Bischof)
John Mackey CBE (* 11. Januar 1918 in Bray, Irland; † 20. Januar 2014 in Auckland) war ein neuseeländischer Geistlicher und römisch-katholischer Bischof von Auckland.

## Leben
John Mackey siedelte im Alter von sieben Jahren mit seiner verwitweten Mutter von Irland nach Neuseeland; sie lebten bei seinem Onkel O’Byrne, einem katholischen Geistlichen.
Er studierte Philosophie und Theologie am nationalen Priesterseminar Neuseelands Holy Cross College in Mosgiel und empfing am 23. November 1941 die Priesterweihe. Er absolvierte ein Masterstudium in Kirchengeschichte und wurde in Erziehungswissenschaften promoviert. Er hatte ein Fulbright Scholarship inne sowie ein Graduate Scholarship der US-amerikanischen University of Notre Dame. Mackey war langjähriger Direktor für die Erziehung, Aus- und Weiterbildung des Bistums Auckland.
Am 25. April 1974 ernannte ihn Papst Paul VI. zum Bischof von Auckland und spendete ihm am 30. Juni 1974 in Rom die Bischofsweihe; Mitkonsekratoren waren die Kurienerzbischöfe Giovanni Benelli und Duraisamy Simon Lourdusamy.
Er war Professor für Kirchengeschichte am Holy Cross College, dem nationalen Priesterseminar Neuseelands sowie an der University of Otago. Er beschäftigte sich insbesondere mit der Geschichte der Erziehung und Ausbildung in Neuseeland. 1975 konnte er das katholische Schulwesen erfolgreich in das neuseeländische Schulsystem integrieren.
Am 1. Januar 1983 nahm Papst Johannes Paul II. seinen Rücktritt aus gesundheitlichen Gründen an. In den Jahren danach war Mackey weiterhin als Professor und Gastredner tätig. Er starb im Januar 2014 nach kurzer Krankheit im Alter von 96 Jahren.

## Schriften
- The Catholic Schools and the Denominational System of Education in Auckland, 1840–1868, 1950
- The Religious Education of Five-to-seven-year Old Children, 1951
- Reflections on Church History, 1975
- The making of a state education system: the passing of the New Zealand Education Act, 1877, 1967
- Looking at Ourselves (The Church moving towards the Third Millennium), 1994
- Memoirs of Bishop John Mackey, 2001 (Skript)